# Dreamt Twice, Twice Dreamt
Dreamt Twice, Twice Dreamt (Untertitel: Music for Chamber Orchestra and Small Ensemble) ist ein Jazzalbum von Ingrid Laubrock. Die am 5. und 6. Dezember 2019 (CD 1) bzw. am 22. und 23. Dezember 2019 (CD 2) in den Riverside Studios, Köln, entstandenen Aufnahmen erschienen im November 2020 auf Intakt Records.

## Hintergrund
Ingrid Laubrocks Album Dreamt Twice, Twice Dreamt ist ein Zwei-CD-Set. Die Kompositionen sind auf der ersten CD für Kammerorchester und fünf Solisten arrangiert und auf der zweiten CD für kleine Gruppen. Zur Vorbereitung der Kompositionen nutzte Laubrock ein Traumtagebuch, das sie seit zehn Jahren führte; „die Kompositionen auf Dreamed Twice, Twice Dreamed repräsentieren ihre Art, die Stimmungen oder Geisteszustände der in ihrem Tagebuch aufgezeichneten Träume in Musik zu übersetzen“. Laubrock schrieb zuerst für die kleine Gruppe und konstruierte dann ihre Versionen für Kammerorchester aus Fragmenten der Originalversionen. Folglich hat sie diese Stücke „nicht einfach für das Orchester umarrangiert, sondern sie vielmehr neu erfunden. Oft zoomte ich auf ein Detail, um ein materiell anderes Werk zu erzeugen.“

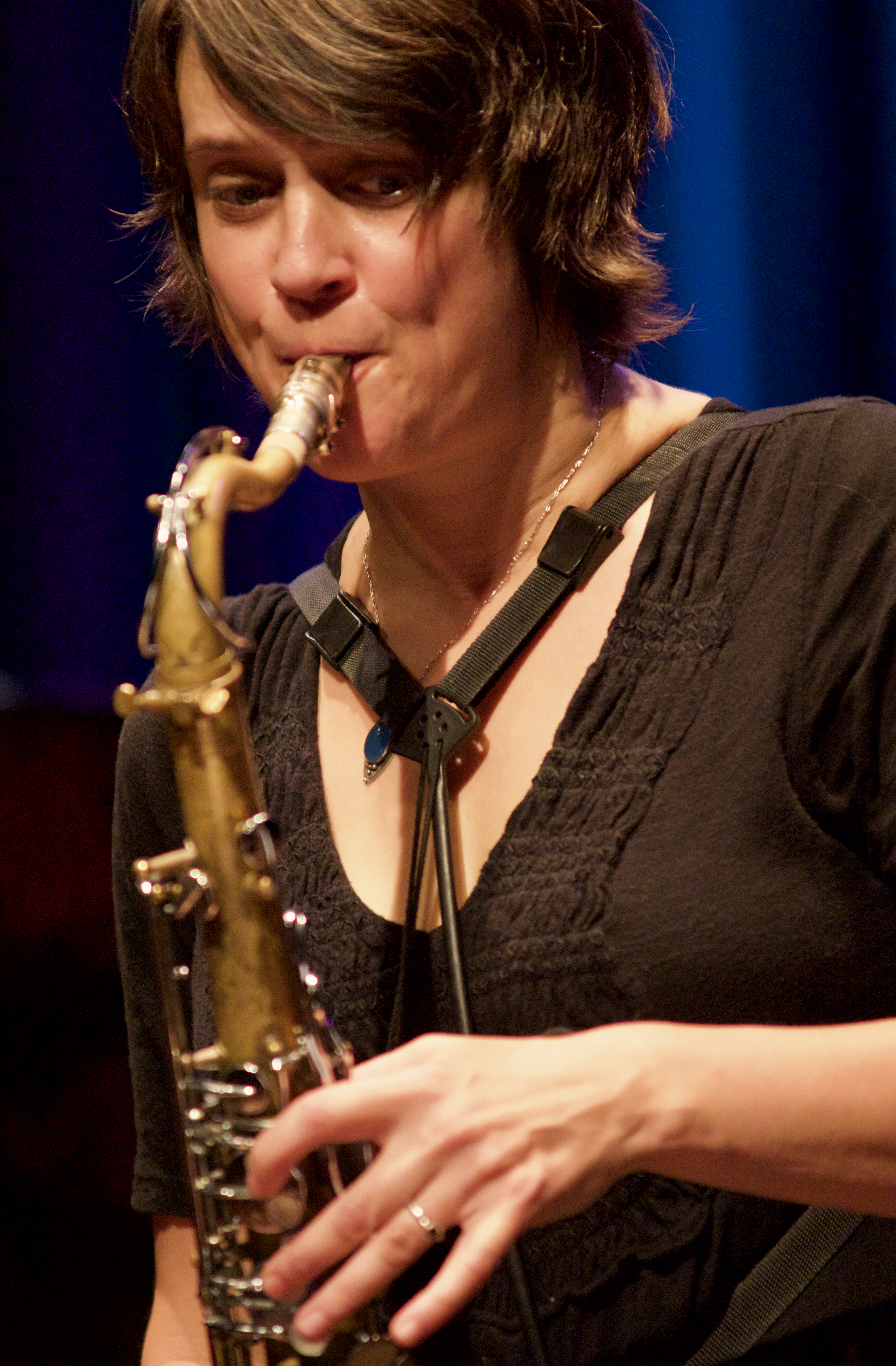
Ingrid Laubrock (2014)

Das Album enthält fünf Kompositionen, von denen jede in zwei verschiedenen Versionen dargeboten wird, eine für das Kammerorchester und eine für das kleine Ensemble, bestehend aus einem Kerntrio, mit Ingrid Laubrock an Tenor- und Sopransaxophonen, Cory Smythe an Viertelton-Keyboard und Piano sowie Sam Pluta an der Elektronik, bei verschiedenen Titeln ergänzt durch die Gäste Adam Matlock am Akkordeon, Josh Modney an der Violine und Zeena Parkins an der elektrisch verstärken Harfe. Das Kammerorchester ist das von Köln aus operierende und von Susanne Blumenthal dirigierte EOS Chamber Orchestra, mit dem sie bereits 2017 beim Moers Festival die Premiere ihres Werkes Contemporary Chaos Practices aufführte, eine (hier) neunzehnköpfige Gruppe von Streichern, Holz- und Blechbläsern; hinzukommen als Solisten Laubrock, Pluta und Smythe sowie Schlagzeuger Tom Rainey und Kontrabassist Robert Landfermann.

## Titelliste
- Ingrid Laubrock Dreamt Twice, Twice Dreamt (Music for Chamber Orchestra and Small Ensemble) (Intakt CD 355)[4]

CD1 Dreamt Twice [EOS Chamber Orchestra]
1. Dreamt Twice 	9:58
2. Snorkel Cows 	13:19
3. Drilling 	18:38
4. I Never Liked That Guy 	11:11
5. Down the Mountain, Down the Mountain 	7:42

CD 2 Twice Dreamt [Ingrid Laubrock Small Ensemble]
1. Snorkel Cows 	12:13
2. Drilling 	15:53
3. I Never Liked That Guy 	10:22
4. Down the Mountain, Down the Mountain 	7:22
5. Dreamt Twice 	8:35

Alle Kompositionen stammen von Ingrid Laubrock.

## Rezeption
Im Jazz Podium kam Wolfgang Gratzer nach dem Hören der beiden CDs zu dem Ergebnis, dass es „gute Laune“ mache, die Wege von Ingrid Laubrock zu verfolgen. Beim Verfolgen der beiden Ensembles entstehe etwas Neues in ihrem Schaffen; man bekomme es mit „Unvorhergehörtem“ zu tun. „Diese quirlige Musik funktioniert nicht nach bewährter Rezeptur, sie bewährt sich in frappierenden Verläufen. Wiederholtes Hören lohnt in diesem Fall besonders, zumal sich der Fundus an aufwühlenden Klang- und Geräuschdetails als reichhaltig erweist.“
Nach Ansicht von Daniel Barbiero (Avant Music News) würden die Versionen für Kammerorchester dazu tendieren, die fünf Solisten als Gruppe innerhalb der Gruppe zu positionieren; die Kontraste zwischen ihren Improvisationen und den orchestrierten Passagen für das Ensemble fangen etwas von den überraschenden Gegenüberstellungen und der emotionalen Volatilität der Träume ein. Im schlankeren, eng fokussierten Kontext der kleinen Gruppe komme die Musik dagegen besonders lebendig durch. Die improvisierten Abschnitte heben sich deutlich von den komponierten Passagen ab, während der großzügige Einsatz von Raum und variablen Texturen und Dynamiken den Solisten Öffnungen gebe, die sie leicht nutzen, um Linien von klanglicher Komplexität und emotionaler Tiefe zu erzeugen.
Das Gefühl der Befreiung, über das Laubrock schrieb, wenn sie ihre Träume als Stimuli verwende, da unerwartete Verschiebungen in Träumen so häufig sind und sie sich von den Grenzen der konventionellen Form befreien musste, spiegle sich sicherlich in der Virtuosität des gesamten Albums wider, notierte Bessie Bell im Jazz Journal.
Dave Sumner (Bandcamp Daily) zählt Dreamt Twice, Twice Dreamt zu den empfehlenswertesten Neuerscheinungen des Monats und lobte, es sei faszinierend zu erleben, wie die unterschiedlichen Kombinationen von Musikern dieselben Stücke verändern und wo Ähnlichkeiten auftreten. Nach Ansicht von John Chacona (All About Jazz) zählt Dreamt Twice, Twice Dreamt zu den besten Jazzalben des Jahres.

## Namentliche Besetzung (CD 1)

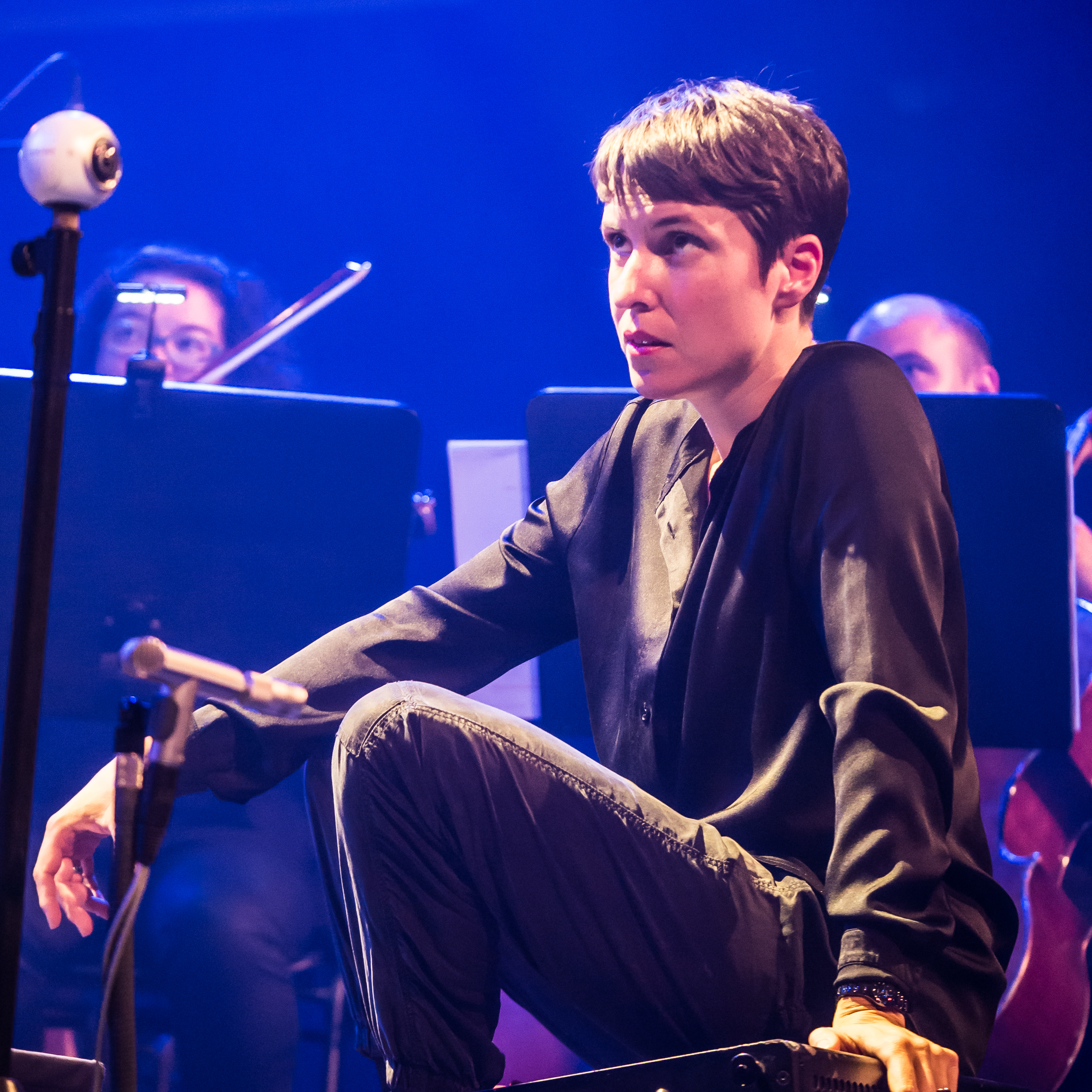
Susanne Blumenthal dirigiert das EOS Chamber Orchestra beim Moers Festival 2017

EOS Chamber Orchestra, Leitung Susanne Blumenthal
- Trompete: Susanne Knoop
- Waldhorn: Chris Weddle
- Posaune: Matthias Schuller
- Flöte: Roland Meschede
- Klarinette, Bassklarinette: Blake Weston
- Oboe, Englischhorn: Anja Schmiel
- Tenorsaxophon, Sopransaxophon: Ingrid Laubrock
- Fagott: Eugenie Ricard
- Geige: Alex Semeniuc, Christine Schäfer, Mayumi Sargent Harada, Ségolène de Beaufond, Terese Pletkute, Volhar Hanchar, Éva Csizmadia
- Bratsche: Lydia Haurenherm, Pauline Buss
- Cello: Mateusz Kwiatkowski, Tom Verbeke
- Piano, Keyboards: Cory Smythe
- Kontrabass: Pierre Dekker, Robert Landfermann
- Schlagzeug: Tom Rainey
- Electronics: Sam Pluta